# So Real
So Real is een nummer van de Belgische band Oscar and the Wolf uit 2017. Het is de eerste single van hun tweede studioalbum Infinity.
"So Real" ging op 19 mei 2017 in première op Studio Brussel en kon meteen rekenen op lovende reacties. In de tekst smeekt frontman Max Colombie zijn geliefde om hem al haar liefde te geven. Het nummer werd een bescheiden hit in België, met een 34e positie in de Vlaamse Ultratop 50.

## Tracklijst
- Muziekdownload

1. "So Real" - 4:43